# アナ・フォン・ハルニアー
アナ・フォン・ハルニアー（Anna Von Harnier 1981年1月27日 - ）は、ドイツのバーデン＝ヴュルテンベルク州シュトゥットガルト出身の柔道選手。階級は63kg級。身長171cm。

## 人物
1998年のワールドユースゲームズの57kg級で2位になった。2000年のヨーロッパジュニア63kg級では3位だった。2003年の世界選手権63kg級では銅メダルを獲得した。2004年のアテネオリンピックでは初戦で敗れた。2005年の世界選手権では5位だった。2006年の世界学生では2位になった。2007年のヨーロッパ選手権では優勝を飾るも、世界選手権では3位決定戦でコマツ女子柔道部の谷本歩実に袖釣込腰で敗れて5位に終わった。2008年の北京オリンピックでは2回戦で敗れた。なお、一時期コマツ女子柔道部に所属していたことがあった。

## 主な戦績
- 1995年 - ヨーロッパユースオリンピックフェスティバル 56kg級 2位
- 1998年 - ワールドユースゲームズ 57kg級 2位
- 2000年 - ヨーロッパジュニア 3位
- 2002年 - オーストリア国際 優勝
- 2002年 - 青島国際 優勝
- 2003年 - ドイツ国際 3位
- 2003年 - 世界選手権 3位
- 2005年 - オランダ国際 優勝
- 2005年 - スペイン国際 優勝
- 2005年 - 世界選手権 5位
- 2006年 - 世界学生 2位
- 2007年 - ドイツ国際 2位
- 2007年 - ヨーロッパ選手権 3位
- 2007年 - 世界選手権 5位